# Rhopalophora occipitalis
Rhopalophora occipitalis es una especie de escarabajo longicornio del género Rhopalophora, categorizada en la tribu Rhopalophorini, de la subfamilia Cerambycinae. Fue descrita por Chevrolat en 1859 y publicada en Essai monographique sur le genre Rhopalophora. Arcana Naturæ, Paris 1: 57–64.
Mide 7-11 mm de longitud. Se distribuye por Brasil.